# Gesetz der Straße – Brooklyn’s Finest
Gesetz der Straße – Brooklyn’s Finest ist ein Kriminalfilm und Drama von Antoine Fuqua mit Richard Gere, Wesley Snipes, Ethan Hawke und Don Cheadle, der seine Premiere in den deutschen Kinos am 1. April 2010 hatte.
Der Film erzählt die Geschichten dreier Polizisten im New Yorker Stadtbezirk Brooklyn.

## Handlung
Eddie Dugan hat nur noch sieben Tage bis zur Pensionierung, als er nach Brooklyn versetzt wird, um jüngeren Kollegen zu zeigen, wie man sich im gefährlichsten Stadtviertel New Yorks passend verhält. Durch die 22 Jahre harter Arbeit abgestumpft, erträgt er seine Schichten nur noch mit Alkohol und der Gesellschaft einer Prostituierten. Erst nach seiner Pensionierung kehrt er wieder zu seinem Selbstverständnis als Polizist zurück und folgt einer Spur zu einer vermissten Frau. Sie führt ihn in eine Wohnung mit weiteren festgehaltenen Frauen und nach einem Kampf mit den Tätern schafft er es, sie zu befreien.
Sal ist Mitglied eines Spezialkommandos. Sein Gehalt reicht kaum aus, um seine große Familie zu ernähren. Hinzu kommt, dass seine schwangere Frau durch den Schimmel im Wohnhaus und ihr Asthma sehr starke Atembeschwerden bekommt. Mithilfe von unterschlagenen Drogengeldern versucht Sal das neue Haus zu bezahlen. Doch er bekommt das Geld bis zum letzten Tag vor dem Kauf des Hauses nicht zusammen. So versucht er, auf eigene Faust eine Dealerwohnung zu überfallen und das Geld der Dealer zu stehlen. Als er in der Dealerwohnung das Geld findet, wird er von einem Gangmitglied erschossen.
Officer Clarence, auch „Tango“ genannt, ist Undercoverpolizist. Aufgrund dieses Jobs ist seine Ehe gescheitert. Er ist tief in die Bandenpolitik integriert und lebt ständig mit der Gefahr, enttarnt zu werden. Sein einziger Ausweg aus diesem Job ist die Auslieferung des Drogenhändlers Caz, der gerade frisch aus dem Gefängnis gekommen ist. Doch diesen Vorschlag lehnt er ab, denn er hat sich mit Caz angefreundet, der ihm einmal sogar im Gefängnis das Leben gerettet hatte. Als er von einem Plan erfährt, Caz während eines Deals festzunehmen, eilt er zu ihm, um ihn aufzuhalten. Doch Caz wird schon vorher von anderen Dealern erschossen. Bei einem Rachefeldzug auf die Attentäter wird er versehentlich von einem anderen Polizisten angeschossen, der zu Sals Spezialkommando gehört.

## Hintergrund
Der Film wurde in Brooklyn gedreht. Die Dreharbeiten begannen im Mai 2008 und endeten im Juli 2008. Die Produktionskosten werden auf 25 Millionen US-Dollar geschätzt. Der Film feierte seine Weltpremiere am 16. Januar 2009 beim Sundance Film Festival. Es folgt eine Vorführung bei den Internationalen Filmfestspielen von Venedig am 8. September 2009. In den USA war der Film ab dem 2. März 2010 zu sehen. In Deutschland lief der Film ab dem 1. April 2010, in Österreich einen Tag später. Ab dem 8. April 2010 wurde der Film in den Schweizer Kinos gezeigt. Am 6. Juli 2010 erschien der Film in den USA auf DVD, in Deutschland erfolgte die DVD-Veröffentlichung am 2. September 2010. In den USA wurden am Eröffnungswochenende über 13,3 Millionen US-Dollar eingespielt, insgesamt beliefen sich die Einnahmen in den USA auf über 27,1 Millionen US-Dollar.
Gleichzeitig zum Dreh startete Antoine Fuqua die Initiative „Filming Brooklyn“, bei der vier Teenager am Filmprogramm für Jugendliche teilnahmen. Sie wurden mit professionellem Equipment ausgerüstet und durften durch die Straßen Brooklyns ziehen, um die Umgebung zu filmen. Auch wurden die Einwohner von Brooklyn als Statisten eingesetzt.
Am 9. April 2010 wurde der Soundtrack vom Musiklabel Colosseum veröffentlicht.

## Kritik
Der Film erhielt gemischte Kritiken und erreichte bei Rotten Tomatoes eine Bewertung von 43 %, basierend auf 145 Kritiken. Bei Metacritic konnte ein Metascore von 43, basierend auf 33 Kritiken, erzielt werden.

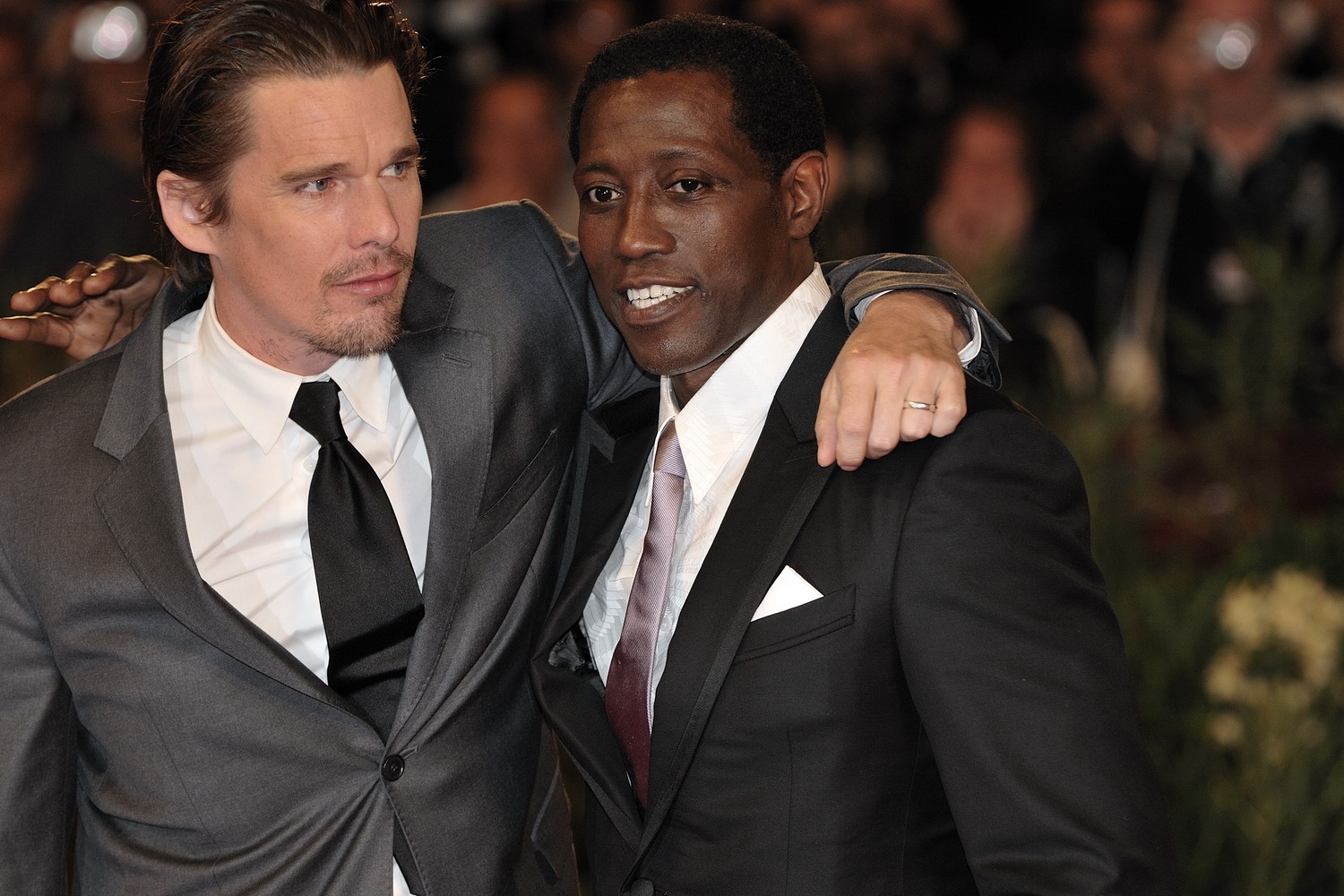
Ethan Hawke und Wesley Snipes beim 66. Festival du Cinéma de Venise

Carsten Baumgardt von Filmstarts ist der Meinung, dass der Film als „fiebrig aufgeladenes Ensemblestück überzeugt“ und „auch ohne Skandalwirkung als packender Thriller, der drei verschiedene Handlungsstränge unaufgeregt zusammenfügt, […] ein realistisch-illusionsloses Bild der New Yorker Polizeiarbeit entwirft“. Baumgardt lobt das Drehbuch, das „eine ungewohnte Detailtreue und seltene Authentizität“ aufweist und von Michael C. Martin verfasst wurde, der in Ost-Brooklyn aufwuchs. Die Stimmung des Films sei „düster“ und schaffe eine „elektrisierende Atmosphäre“ für eine „realistische Milieuschilderung“. „Die Gewalt bricht nur vereinzelt, aber dann stets eruptiv hervor.“ Patrick Marguias Kameraarbeit wird gelobt, sie sei „oft nah dran am dynamischen Geschehen, ohne dem Zuschauer dabei den Überblick zu rauben“.
Julia Stache von MovieMaze urteilt: „Oberflächlich gesehen bedient sich Antoine Fuqua für seine Figuren am typischen Hollywoodklischee des guten und bösen Polizistenbildes. Zudem muss man zugeben, dass ähnliche Geschichten schon zigmal verfilmt worden sind. Betrachtet man jedoch das Gesamtbild, so überzeugt das Drama durch seine düstere Atmosphäre und sein überzeugendes Schauspiel. Bis in die Nebenrollen hervorragend besetzt, eröffnet sich dem Zuschauer eine fesselnde Erzählung, die bereits Gesehenes gekonnt neu verwebt. Getragen von einer stets düsteren Musik führt der Film letztlich die ganze Hoffnungslosigkeit und Brutalität Brooklyns auf den Punkt.“
Anke Hermann von Cinefacts resümiert: „»Brooklyn’s Finest« besitzt einen individuellen Beigeschmack. Mehr allerdings nicht, denn mit einem Film über Polizisten auf den Straßen Brooklyns bringt Fuqua nun nicht gerade eine neue Idee auf die Leinwand. Seine Zielgruppe dürfte der Film dennoch erreichen, auch wenn sie nicht unbedingt mit der Neuerfindung des Cop-Thrillers rechnen dürfen.“
Florian Koch von Kino-Zeit meint: „Während Fuqua wie bereits in »Training Day« stilistisch mit einem passenden Score, einer dynamischen Kamera und gezielten Schnitten alles richtig macht, kann er sich den Schwächen des überkonstruierten Plots nicht entziehen. Am Ende bleibt »Gesetz der Straße – Brooklyn’s Finest« ein starbesetztes, aber nicht immer zwingendes Copdrama ohne tiefere Erkenntnisse. Epochemachende Vorbilder wie William Friedkins Brennpunkt Brooklyn bleiben unerreicht.“
Das Lexikon des internationalen Films schreibt: „Spannender Thriller über moralisch unsicheres Großstadtterrain, überzeugend dank glaubwürdig gezeichneter und gespielter Figuren.“

## Auszeichnungen
Don Cheadle wurde 2010 bei den BET Awards als bester Schauspieler nominiert. Bei den Black Reel Awards wurde Wesley Snipes 2011 als bester Nebendarsteller ausgezeichnet. Weiterhin wurde für diesen Filmpreis Don Cheadle als bester Darsteller, Antoine Fuqua als bester Regisseur, die Darsteller als bestes Ensemble, der Film als bester Film, Marcelo Zarvos für die beste Filmmusik, Michael C. Martin für das beste Drehbuch und Rihanna, Jay-Z und Kanye West für Run This Town als bester Musiktitel nominiert. Bei den Image Awards 2011 wurde Don Cheadle als bester Nebendarsteller und Michael C. Martin für das beste Drehbuch nominiert.